# Kameleon jemeński
Kameleon jemeński (Chamaeleo calyptratus) – gatunek jaszczurki z rodziny kameleonowatych (Chamaeleonidae), występujący na Półwyspie Arabskim. To jeden z największych kameleonów, osiąga długość ciała nawet 65 cm. Jest jednym z najbardziej popularnych kameleonów wśród hodowców.

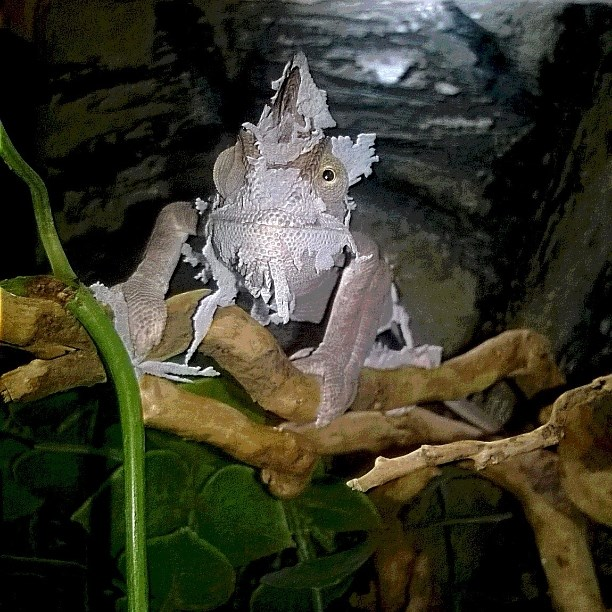
Kameleon jemeński, około sześciomiesięczny samiec

## Morfologia

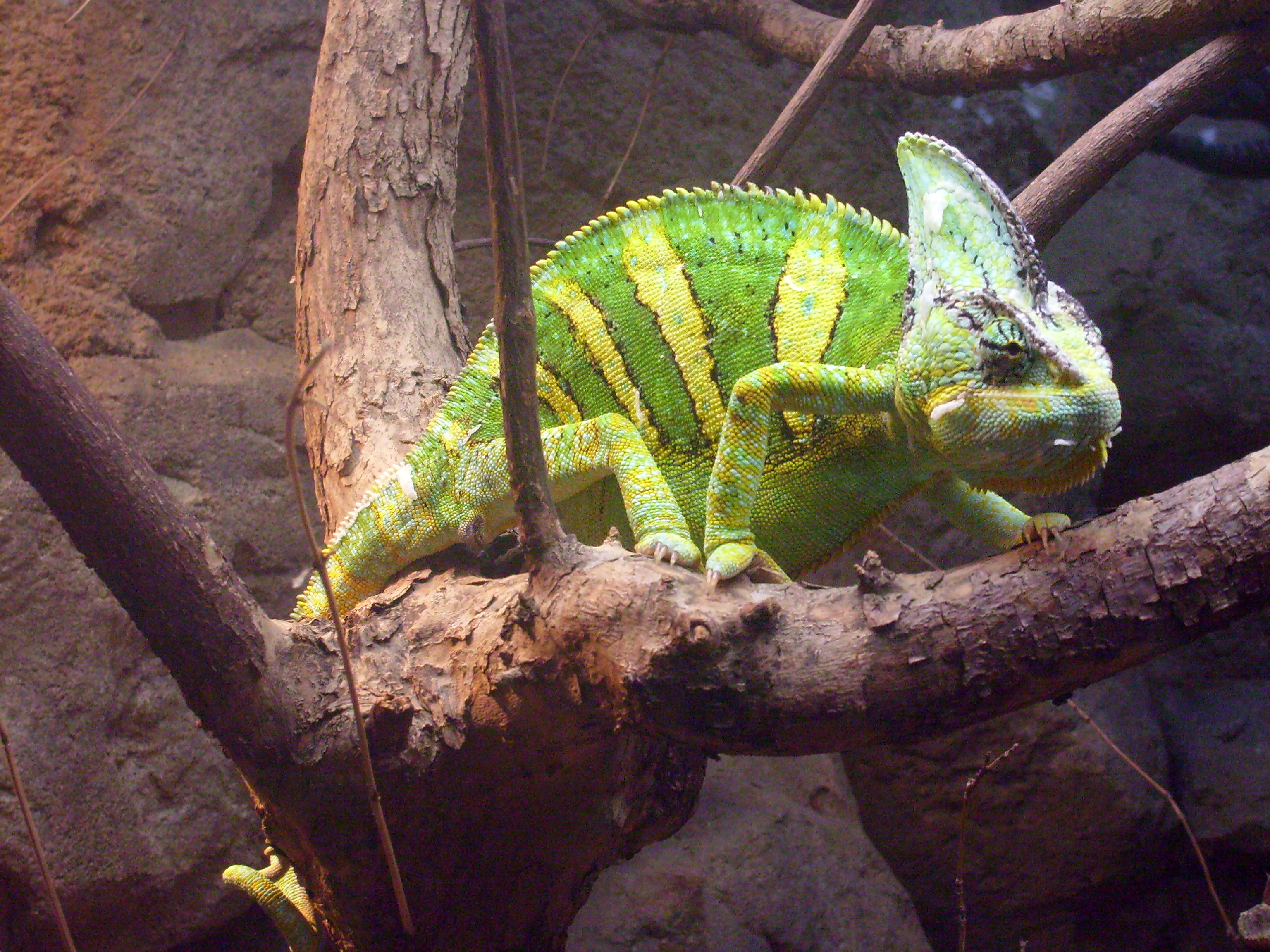
Samiec

Bardzo jaskrawy kameleon z zazwyczaj gołym grzbietem, koloru jasnego złota, zielonego i niebieskiego zmieszanego z żółtym, pomarańczowym lub czarnym. Na czubku jego głowy znajduje się kask. Występuje dymorfizm płciowy, samce mają większe ciało niż samice.

## Występowanie
Kameleon jemeński zamieszkuje wysokie i suche płaskowyże, przy granicy między Jemenem a Arabią Saudyjską. Introdukowany na Florydę. Jest spotykany w przedziale wysokości 1200–2000 m n.p.m.

## Status zagrożenia i ochrona
W Czerwonej księdze gatunków zagrożonych IUCN kameleon jemeński jest klasyfikowany jako gatunek najmniejszej troski (LC, ang. Least Concern). 
Gatunek ten, podobnie jak wszystkie kameleonowate, jest objęty konwencją waszyngtońską CITES (załącznik II).